# Голова (фильм)
«Голова́» — фильм режиссёра Светланы Басковой в жанре черной комедии, снятый в 2003 году.

## Сюжет
Главный герой (Сергей Пахомов) — новый русский, который по всем вопросам советуется со всезнающей головой (Александр Маслаев) полученной по наследству. Живая голова сродни джинну, который исполняет все желания своего повелителя, изрыгает рубли и валюту, предварительно сделав минет своему «хозяину». Сама «башка», явно страдающая алкоголизмом, постоянно требует выпивки, несмотря на отсутствие тела, и хорошую закуску. Любит поглумиться над хозяином, заставляет того заказывать дорогие блюда, алкоголь и прочие немыслимые услуги. Следуя указаниям премудрой головы, коммерсант заключает выгодные сделки по покупке недвижимости в Череповце и завода мобильных телефонов в Финляндии, разоблачает интриги подчиненных, решает проблемы сексуального характера и т. п.
Из основного действа выясняется, что олигарх достигает своих целей криминалом и помогают ему в этом новые подручные Араз-чеченец и Белый. Хозяин вместе с ними подготавливает ликвидацию сотрудника органов на железнодорожном перегоне, для чего легально покупает в охотничьем магазине два карабина «Тигр» и оформляет удостоверения для «охотников». "Дела" за границей исполняет проводник поезда по кличке Железный, как то, доставка ценных бумаг и грузов за границу, ликвидация неугодных или должников по прихоти хозяина.
Поручив Железному доставку денег в итальянский банк, олигарх устраивает абсурдное представление с фокусами для подчиненных в ресторане. Голова разоблачает махинации проводника, который решил присвоить себе часть акций хозяина, и обещает тому переломать новые лыжи. Вечером в ресторане хозяин публично изобличает предателя, но решает с ним еще поработать, чтобы построить дачу в Антверпене. 
Спустя неопределенное время олигарх требует у головы совета о дальнейшей жизни, поскольку его криминальная империя начинает рушиться, люди разбегаются с деньгами, а сердиться уже не остается сил. Голова предлагает уйти в монастырь, где можно обрести душевное равновесие, новые богатства и не обязательно отказываться от мирских удовольствий (девочки и алкоголь). Хозяин хвалит голову за дельный совет и решает напоследок оторваться, пустив кровь последним подручным. Первым под раздачу попадает чеченец, который «опрокинул» работодателя на большие деньги. Следующим на казнь приходит Железный, заявивший хозяину перед смертью, что краденых денег и акций тот за границей не найдет. Белый беспрекословно душит проводника-мокрушника, а сам остается пока в живых для новых «дел».
Брошенная на дереве голова сокрушается за то, что послала проводника на смерть и дала совет безумному олигарху уйти в монастырь. Другой бы на его месте мог весь мир изменить и построить рай на Земле, чтобы люди там как ангелы были. «Заставь дурака Богу молиться — он и лоб себе расшибет» - печально подытоживает башка. После расправы приходит некий лысый господин - «торговец смертью», ничуть не смущенный наличием в подвале гробов с телами. Торговец предлагает олигарху свои услуги по убийству людей весьма необычными, но вполне житейскими способами, которые следственные органы будут расценивать как несчастный случай. 
Решив все мирские вопросы, окончательно спятивший от паранойи браток отправляется в рощу за Головой, чтобы забрать с собой домой, где ей будет хорошо. Немного поразмыслив, он передумывает и решает жить без чужих советов, а голову разбивает бревном. Освободившись окончательно от прошлой жизни, перебив всех шестерок с главным советником, убийца одевается в монашескую рясу и уходит прочь в направлении монастыря.

## В ролях
- Александр Маслаев — Голова, бестелесный джинн-алкоголик
- Сергей Пахомов — новый русский, предводитель мафии
- Александр Миронов — Железный человек, проводник-мокрушник
- Денис Геймур — Белый, подручный неопределенной национальности
- Рустам Мосафир — Араз (Рустам), подручный из Чечни
- Леонид Машинский — продавец смерти
- Георгий Острецов — официант в ресторане
- Даниил Константинов — неназванный третий сообщник
- Анатолий Осмоловский — зритель
- Ирина Горловая — зритель
- Игорь Чубаров — зритель

### Озвучка
- Дмитрий Пименов — литературный негр

## Призы
- Фестиваль «Дебошир» (Чистые грёзы), Санкт-Петербург, главный приз, 2004.
- XIII Открытый фестиваль кино стран СНГ и Балтии «Киношок»: приз молодёжного жюри конкурса «Кино без киноплёнки», 2004 год[1].
- Спецпрограмма Международного Роттердамского фестиваля независимого кино, за лучший фильм, 2004.

## Ремейк
- В 2020 году был анонсирован вольный ремейк картины при участии Аркадия Давидовича, который исполнял главные роли головы и ее владельца Адика.[2] В связи со смертью главного исполнителя съёмки прекращены, все видеоматериалы удалены и дальнейшая судьба фильма остаётся неопределенной.